# Premio futuro alemán
El premio futuro alemán  (en alemán: Deutsche Zukunftspreis), es considerado uno de los más prestigiosos conferidos por la ciencia y la innovación en Alemania. El premio tiene un valor de 250,000 euros y es más que un premio científico, ayuda a identificar proyectos que no solo son de alto valor científico, sino que tienen aplicaciones concretas y son maduros para los mercados comerciales.
Este premio ha sido otorgado a varias personas excepcionales desde 1997.

## Los premiados y sus proyectos
| año  | Equipo de investigación | Nombre original del proyecto alemán                                                                                            |  |
| ---- | --- | --- |  |
| 1997 | Christhard Deter, LDT GmbH & Co. Laser-Display-Technologie KG, Gera | "Vida de imagen memorable con proyección láser de pantalla grande, la pantalla más plana variable en tamaño, estándar y color" |  |
| 1998 | Peter Grünberg, Forschungszentrum Jülich | Descubrimiento del efecto GMR                                                                                                  |  |
| 1999 | Peter Gruss (ponente), Instituto Max Planck de Química Biofísica, Göttingen | Procesos biológicos moleculares para terapias innovadoras                                                                      |  |
| 2000 | Karlheinz Brandenburg (ponente), Bernhard Grill, Harald Popp, Instituto Fraunhofer de Circuitos Integrados IIS, Erlangen | Compresión MP3 de señales de audio en calidad de alta fidelidad para Internet y radio                                          |  |
| 2001 | Wolfgang Wahlster, Centro Alemán de Investigación de Inteligencia Artificial, Saarbrücken | Computadoras que comprenden el lenguaje como asistentes de diálogo y traducción                                                |  |
| 2002 | Maria-Regina Kula (ponente), Instituto de Tecnología Enzimática de la Universidad Heinrich Heine de Düsseldorf en el Forschungszentrum Jülich | Química suave con catalizadores biológicos                                                                                     |  |
| 2003 | Kazuaki Tarumi (ponente), Melanie Klasen-Memmer, Matthias Bremer, Merck KGaA, Darmstadt | Más ligero, más brillante, más rápido: cristales líquidos para pantallas de televisión                                         |  |
| 2004 | Rainer Hintsche (ponente), Walter Gumbrecht, Roland Thewes, Fraunhofer-Institut für Siliziumtechnologie (ISIT), Itzehoe Siemens AG, Power & Sensor Systems, Corporate Technology, Erlangen Infineon, München                                                        | „Labor auf dem Chip – Elektrische Biochiptechnologie“                                                                          |  |
| 2005 | Friedrich Boecking (spokesperson), Klaus Egger, Hans Meixner, Robert Bosch GmbH, Stuttgart, Siemens VDO Automotive AG, Regensburg | „Piezo-Injektoren: neue Technik für saubere und sparsame Diesel- und Benzinmotoren“                                            |  |
| 2006 | Stefan Hell, Max-Planck-Institut für biophysikalische Chemie, Göttingen | „Lichtmikroskopie in ungekannter Schärfe“                                                                                      |  |
| 2007 | Klaus Streubel (spokesperson), Stefan Illek, Osram Opto Semiconductors GmbH, Regensburg, Andreas Bräuer, Fraunhofer-Institut für Angewandte Optik und Feinmechanik (IOF), Jena                                                                                      | „Licht aus Kristallen – Leuchtdioden erobern unseren Alltag“                                                                   |  |
| 2008 | Jiri Marek (speaker), Michael Offenberg und Frank Melzer, Robert Bosch GmbH, Reutlingen, Bosch Sensortec GmbH, Reutlingen | "Los sensores inteligentes conquistan la electrónica de consumo, la industria y la medicina"                                   |  |
| 2009 | Frank Misselwitz (speaker), Dagmar Kubitza und Elisabeth Perzborn, Bayer Schering Pharma AG, Wuppertal | „Thrombosen verhindern - eine Tablette kann Leben retten“                                                                      |  |
| 2010 | Peter Post (speaker), Markus Fischer, Andrzej Grzesiak*, Festo AG & Co. KG., Esslingen, *Fraunhofer-Institut für Automatisierung und Produktionstechnik (IPA), Stuttgart                                                                                            | „Vorbild Elefantenrüssel – ein Hightech-Helfer für Industrie und Haushalt“                                                     |  |
| 2011 | Karl Leo (speaker), Jan Blochwitz-Nimoth, Martin Pfeiffer, TU Dresden, Novaled AG, Heliatek GmbH, Dresde | „Organische Elektronik - mehr Licht und Energie aus hauchdünnen Molekülschichten“                                              |  |
| 2012 | Birger Kollmeier (speaker), Volker Hohmann, Torsten Niederdränk, Carl von Ossietzky Universität Oldenburg und *Siemens AG, München | „Binaurale Hörgeräte – räumliches Hören für alle“                                                                              |  |
| 2013 | Jens König (speaker, Bosch), Stefan Nolte, Dirk Sutter, Robert Bosch GmbH mit dem Entwicklungszentrum Schwieberdingen, Friedrich-Schiller-Universität Jena, Fraunhofer-Institut für Angewandte Optik und Feinmechanik, Jena, TRUMPF Laser GmbH + Co. KG, Schramberg | „Ultrakurzpulslaser für die industrielle Massenfertigung - produzieren mit Lichtblitzen“                                       |  |
| 2014 | Stephanie Mittermaier (speaker), Peter Eisner and Katrin Petersen (Prolupin GmbH, Grimmen) and Fraunhofer-Institut für Verfahrenstechnik und Verpackung | „Lebensmittelzutaten aus Lupinen – Beitrag zu ausgewogener Ernährung und verbesserter Proteinversorgung“                       |  |
| 2015 | Ardeschir Ghofrani (Speaker), Reiner Frey, Johannes-Peter Stasch (Bayer Pharma AG, Wuppertal) Justus-Liebig-Universität Gießen | „Entlastung für Herz und Lunge - vom Nitroglyzerin zu innovativen Therapien“ (Riociguat)                                       |  |